# Anna Levandi
Anna Anatolevna Levandi (en russe : Анна Анатольевна Леванди), née Kondrashova (Кондрашова) le 30 juin 1965 
à Moscou, est une patineuse artistique qui a représenté l'URSS dans les années 1980, devenant notamment vice-championne du monde en 1984. Elle est depuis devenue entraîneuse et réside en Estonie, et a pris le nom de son mari.

## Biographie

### Carrière sportive
Elle est née à Moscou, en RSFS de Russie à l'époque.
Elle commence sa carrière internationale en 1983 dans les compétitions de l'ISU, se classant cinquième aux Championnats du monde et aux Championnats d'Europe.
En 1984, elle remporte la médaille d'argent aux Championnats du monde à Ottawa, ce qui induit une controverse et des huées du public. Durant le programme libre, elle a sauté trois triples de manière propre : deux triples boucles piqués et un triple piqué.
Aux Championnats d'Europe, elle colectionne quatre médailles de bronze en 1984, puis entre 1986 et 1988.
Elle représente l'URSS aux Jeux olympiques de 1984, où elle se classe cinquième, puis de 1988, où elle est huitième.
En 1988, elle prend également sa retraite sportive.

### Reconversion
Elle entraîne au club de patinage Anna Levandi à Tallinn. Elle s'occupe au fil des ans notamment en tant qu'entraîneuse ou chorégraphe de Johanna Allik, Jasmine Alexandra Costa, Alisa Drei, Jelena Glebova, Mari Hirvonen, Christian Horvath, Svetlana Issakova, Taru Karvosenoja, Viktor Romanenkov, Viktoria Shklover & Valdis Mintals, Dmitri Tchumak, Eva-Lotta Kiibus

### Vie privée
Elle se marie avec le coureur estonien du combiné nordique Allar Levandi. Il s'étaient rencontrés lors des Jeux olympiques d'hiver de 1988 à Calgary.

## Palmarès
| Compétitions principales        | 1981    | 1982    | 1983    | 1984    | 1985    | 1986    | 1987    | 1988    |  |  |  |  |  |  |
| Jeux olympiques d'hiver         |         |         |         | 5e      |         |         |         | 8e      |  |  |  |  |  |  |
| Championnats du monde           |         |         | 5e      | 2e      | 4e      | 7e      | 9e      |         |  |  |  |  |  |  |
| Championnats d’Europe           |         |         | 5e      | 3e      | 5e      | 3e      | 3e      | 3e      |  |  |  |  |  |  |
| Championnats d'Union soviétique |         | 3e      | 2e      |         | 1re     | 1re     | 1re     |         |  |  |  |  |  |  |
|                                 |         |         |         |         |         |         |         |         |  |  |  |  |  |  |
| Autres Compétitions             | 1980/81 | 1981/82 | 1982/83 | 1983/84 | 1984/85 | 1985/86 | 1986/87 | 1987/88 |  |  |  |  |  |  |
| Skate Canada                    |         |         | 4e      |         |         |         |         |         |  |  |  |  |  |  |
| Moscou Skate                    | 3e      | 5e      | 2e      | 2e      | 3e      | 2e      | 3e      |         |  |  |  |  |  |  |
|                                 |         |         |         |         |         |         |         |         |  |  |  |  |  |  |

## Distinctions
Elle est désignée Femme de l'année en 2007, puis entraîneur de l'année en 2008.
En février 2009, elle est décorée de la Ordre de l'Étoile blanche d'Estonie, troisième classe.